# Mayafolkets hemlighet
Mayafolkets hemlighet är den sjuttonde boken i serien om Theo och Ramona av Kim Kimselius och gavs ut 2012. Handlingen utspelar sig i Mexiko under mayaindianernas tid. 